# Austrohondaella limata
Austrohondaella limata là một loài Rêu trong họ Hypnaceae. Loài này được (Hook. f. & Wilson) Z. Iwats., H.P. Ramsay & Fife mô tả khoa học đầu tiên năm 2009.